# Dravograd
Dravograd (em alemão:  Unterdrauburg)  é um município da Eslovênia. A sede do município fica na localidade de mesmo nome.